# Dortmunder Autobahnring
Ring autostradowy wokół Dortmundu (niem. Dortmunder Autobahnring) – kompleks autostrad, które w całości tworzą obwodnicę tego miasta:
- Autostrada A1 – wschodnia obwodnica Dortmundu, na odcinku Kamener Kreuz – Westhofener Kreuz ma 3 pasy ruchu w każdą stronę,
- Autostrada A2 – północna obwodnica Dortmundu, na odcinku Kreuz Dortmund-West – Kamener Kreuz ma po 3 pasy ruchu w każdą stronę; na węźle Kamener Kreuz występuje ograniczenie prędkości do 100 km/h[2],
- Autostrada A45 – zachodnia obwodnica Dortmundu.